# Robert Knepper
Robert Knepper (Fremont, Ohio, 8. srpnja 1959.), američki filmski glumac.
Na Northwestern University je studirao dramu. Glumio je u televizijskim serijama:
- Taoci
- CSI: Miami
- Traženi
- Zakon i red
- Zvjezdane staze: Voyager
- Zvjezdane staze: Nova generacija
- Oteti u Raju

## Vanjske poveznice
- David Knepper u internetskoj bazi filmova IMDb-u (engl.)